# Associació Internacional per a la Consciència de Krixna

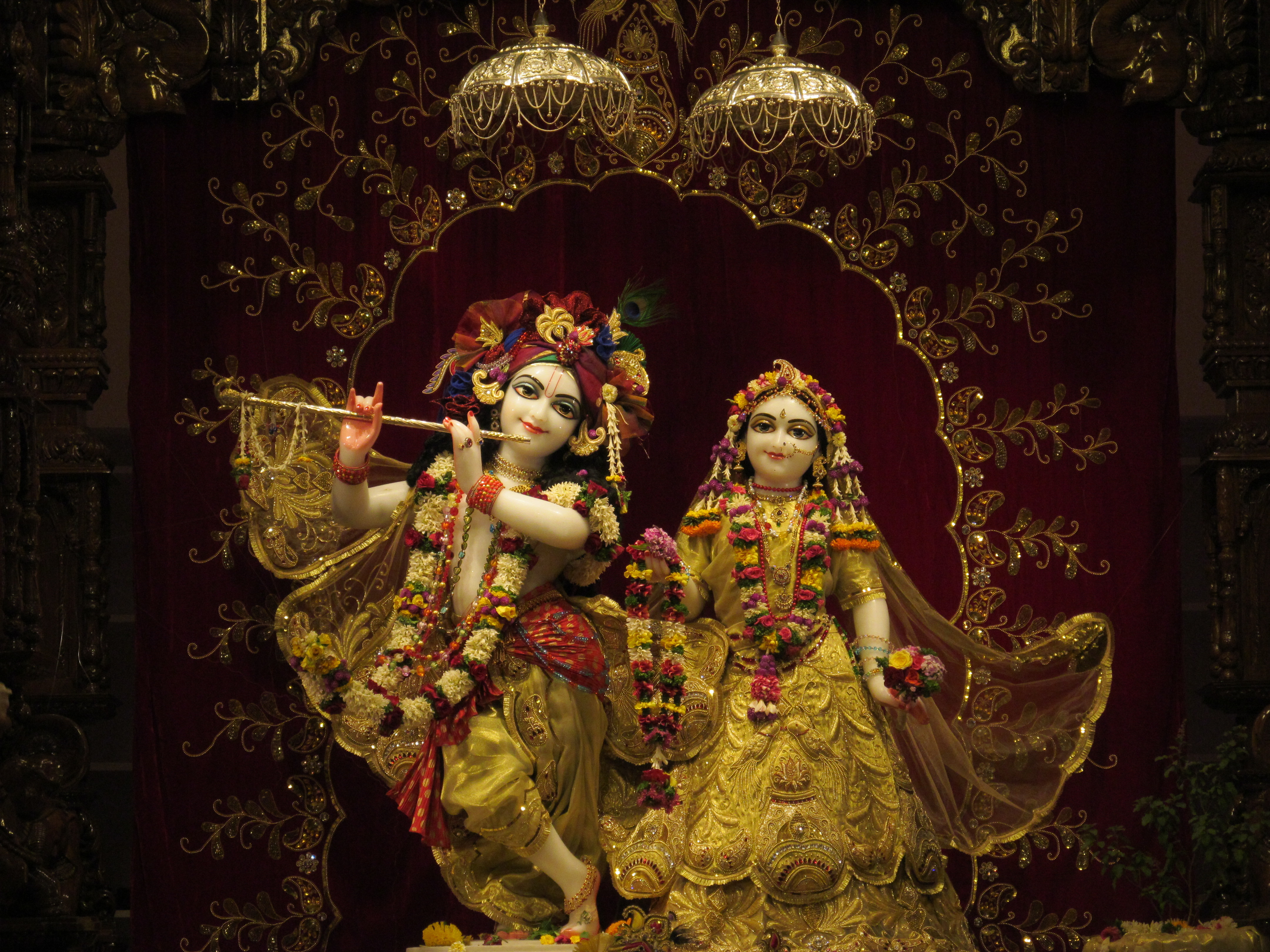
Els déus Krixna i Radha al temple de l'ISKCON de Poona

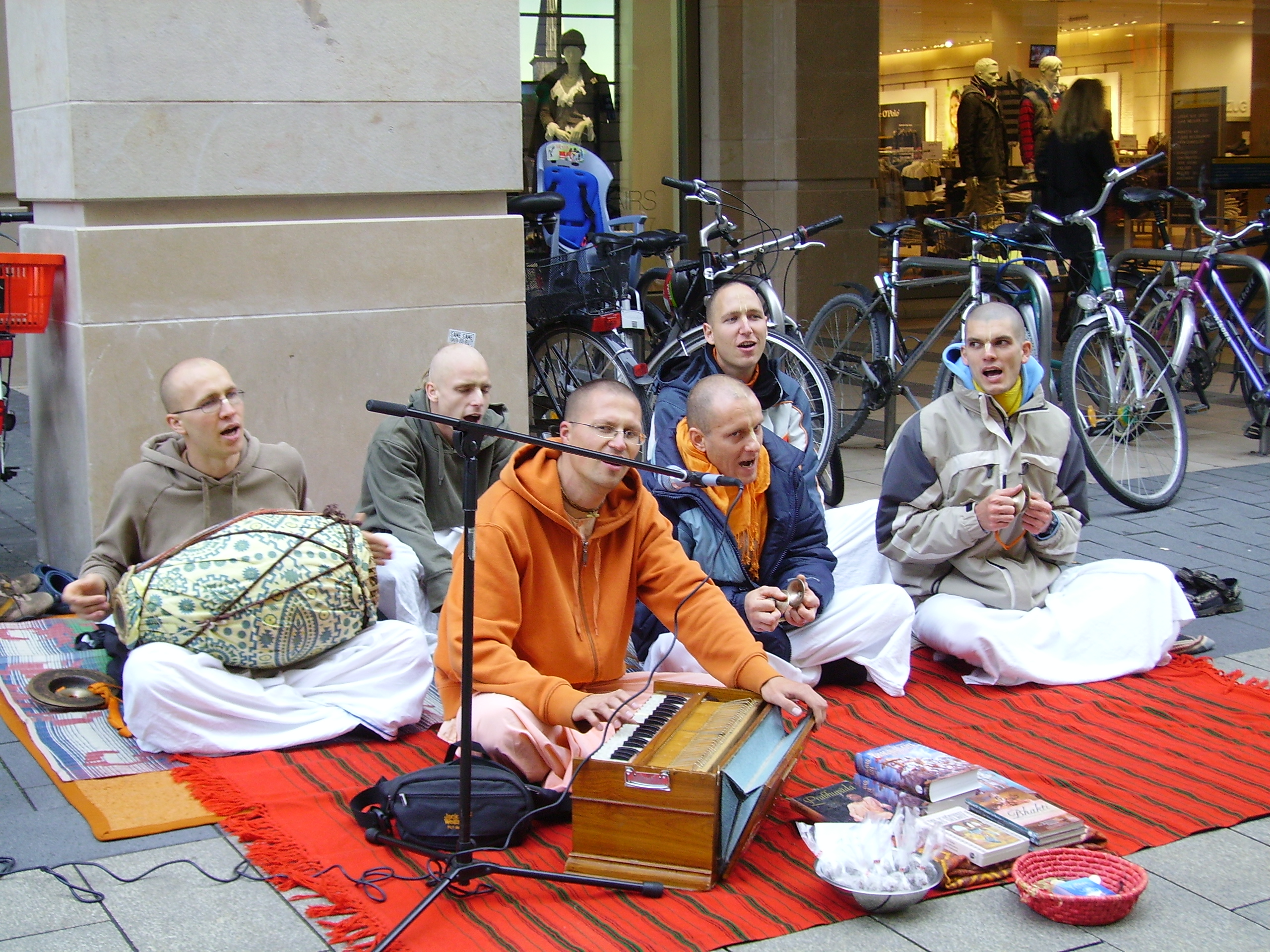
Devots del moviment Hare Krixna cantant al carrer a Leipzig

L'Associació Internacional per a la Consciència de Krixna (anglès: Internacional Society for Krishna Consciousness), sovint anomenada pel seu acrònim anglès ISKCON o també moviment Hare Krixna (a causa del mantra cantat pels seus devots) és un corrent de l'hinduisme que s'inscriu en el moviment de la bhakti (devoció) envers el déu Krixna, considerat pels adeptes com a la Suprema Personalitat de Déu. Aquestes creences són una expressió particular del Vaixnavisme (Gaudiya Vaixnava), basat en el Bhagavad Gita i el Bhagavata Purana.
El moviment fou fundat l'any 1966 a Nova York per Bhaktivedanta Swami Prabhupada (1896-1977), mestre espiritual hindú procedent de Bengala occidental.
La doctrina del moviment es basa en els textos sagrats vèdics (principalment el Bhagavad-Gita). Krixna és la suprema de totes les personalitats de Déu. Consideren que l'home ha de desenvolupar una relació amorosa amb Krixna i que ha d'utilitzar cada moment de la seva vida per viure en la «Consciència de Krixna». Aquesta consciència aconsegueix l'alliberament de l'individu i la salvació del món. Perquè aquest alliberament tingui lloc cal seguir la via del servei devocional (bhakti) i seguir tota una sèrie de pràctiques.
La més important d'aquestes pràctiques és el japa, la repetició del nom diví, és a dir, recitar el mantra Hare Krixna.
El moviment de Swami Prabhupada ha esdevingut per altra banda emblemàtic del fenomen sectari "destructiu" d'ençà que, a partir dels anys 70, ha estat regularment acusat de practicar una "rentada de cervell" als seus adeptes i d'abusar-ne econòmicament i fins i tot sexualment. A Catalunya va haver-hi un afer força mediatitzat l'any 1981, en què tres membres de l'ISKON van afirmar haver estat "desprogramats" mentalment per experts americans per tal de poder sortir del moviment.